# Avenue de Villiers
Ne doit pas être confondu avec Avenue de la Porte-de-Villiers.
L’avenue de Villiers est une rue du 17e arrondissement de Paris

## Situation et accès
L'avenue part du boulevard de Courcelles et de la rue de Lévis et arrive sur le boulevard Gouvion-Saint-Cyr et l’avenue Stéphane-Mallarmé.
Sa longueur est de 1 775 mètres, et sa largeur de 30 mètres.

## Origine du nom
Elle doit son nom au fait qu'elle conduisait, initialement, au village de Villiers-la-Garenne.

## Historique
À l'origine, cette voie conduisait de Paris à l’ancien village de Villiers-la-Garenne qui a été absorbé par la commune de Levallois-Perret.
Les terrains des numéros pair de l'avenue de Villiers entre la place Pereire et la place du Brésil appartenaient aux frères Pereire qui les avaient acquis dans des opérations de spéculation immobilière et les revendirent vers 1880 
Le carrefour formé par l'avenue, la rue Jouffroy-d’Abbans et la rue Brémontier a été dénommé « place Monseigneur-Loutil » en 1965. Elle traverse la place du Général-Catroux.
Le 7 août 1918, durant la Première Guerre mondiale, un obus lancé par la Grosse Bertha explose au no 84 avenue de Villiers.

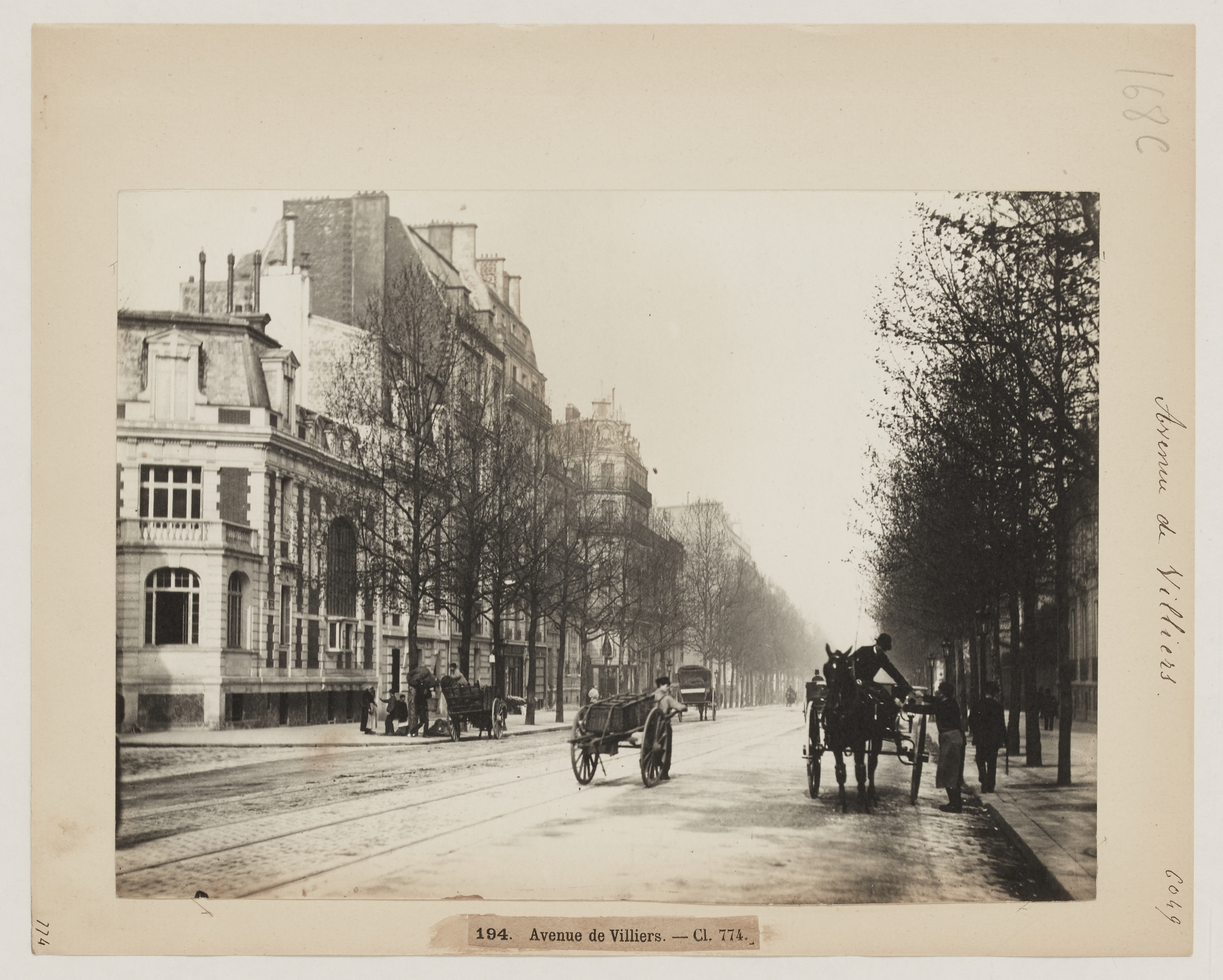
Vers 1890.
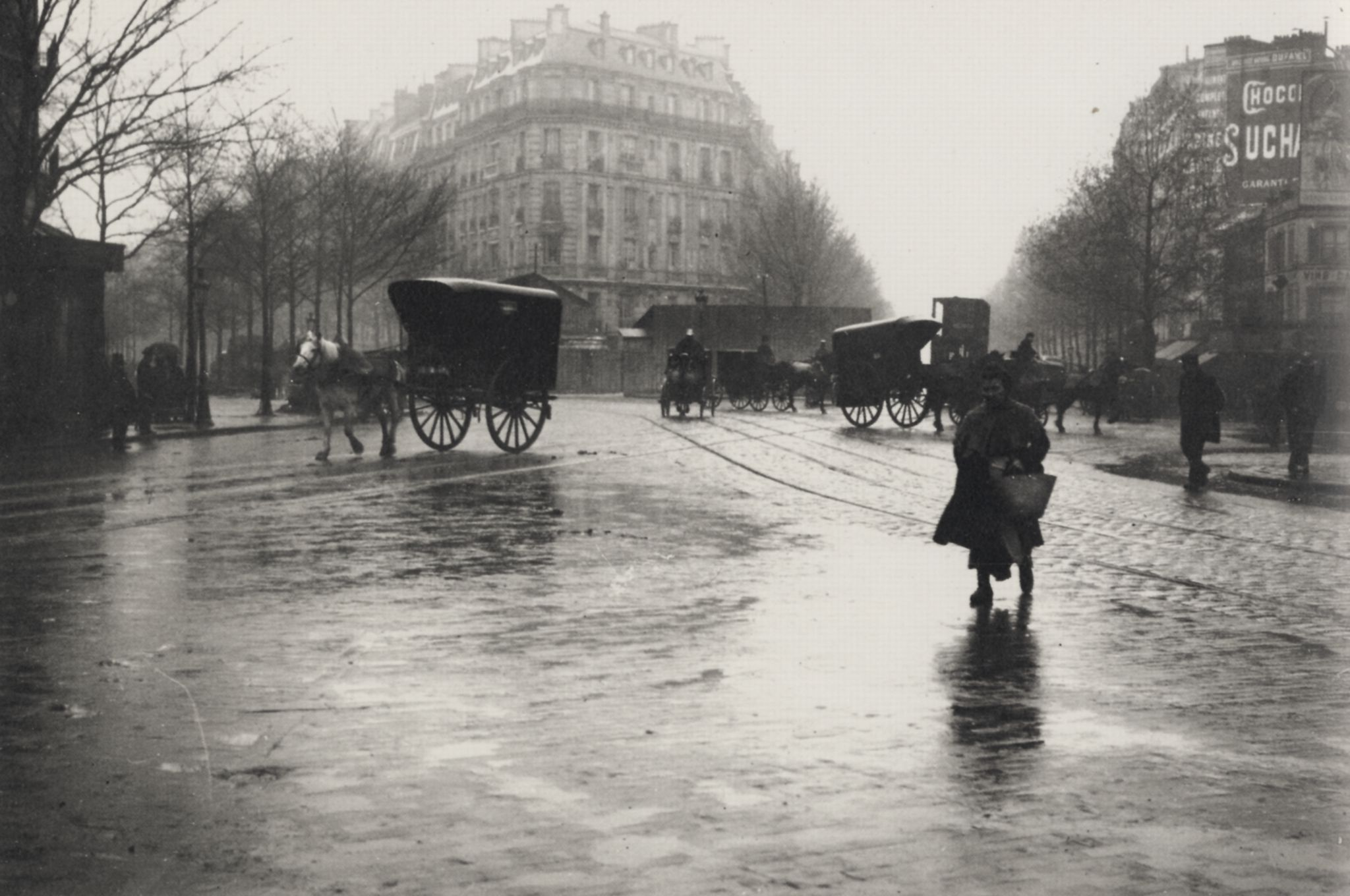
Place Prosper Goubaux et avenue de Villiers, vers 1890.
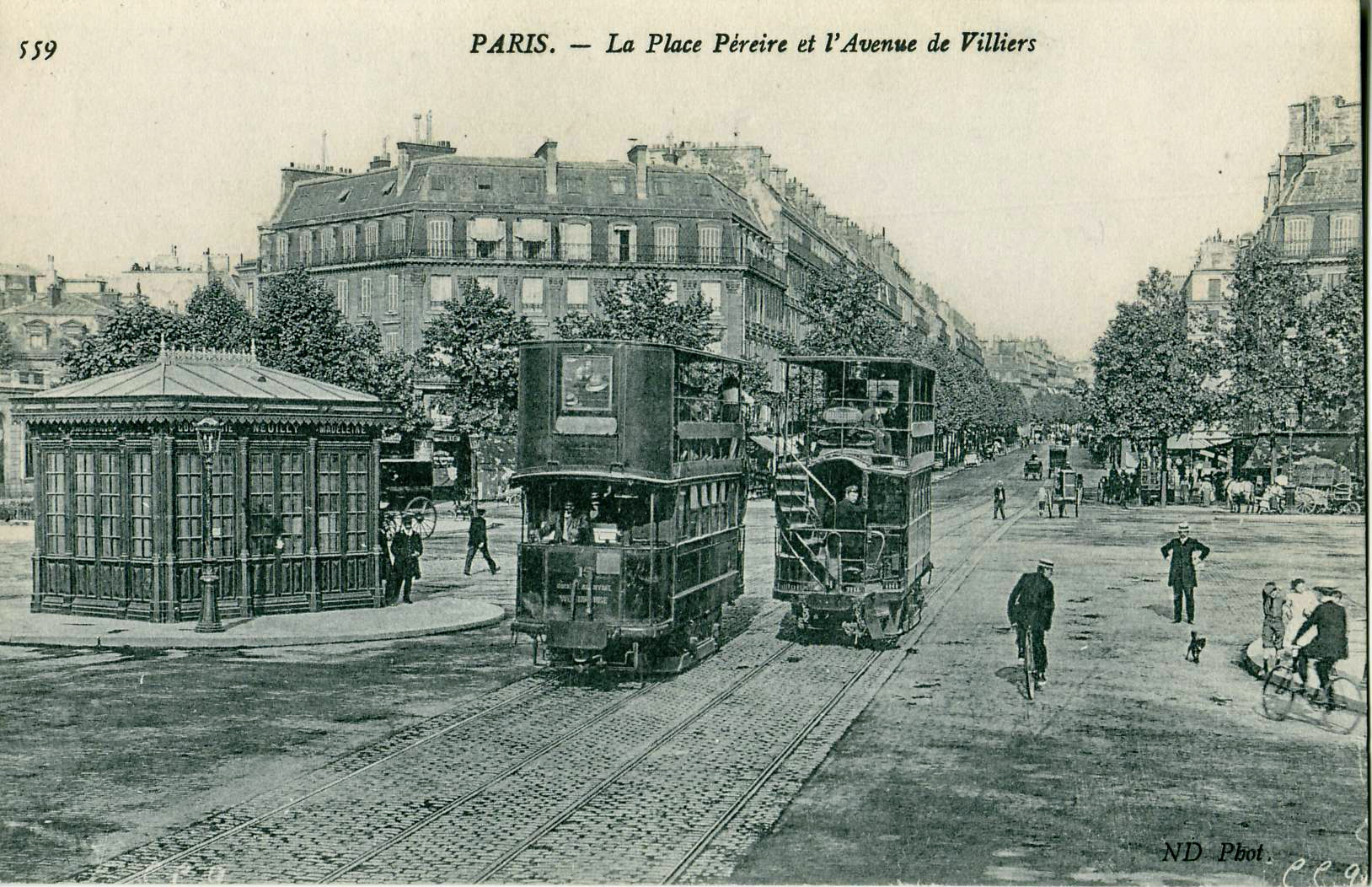
L’avenue de Villiers, du temps des tramways de la CGO, ancêtre de la RATP (avant 1921).

## Bâtiments remarquables et lieux de mémoire

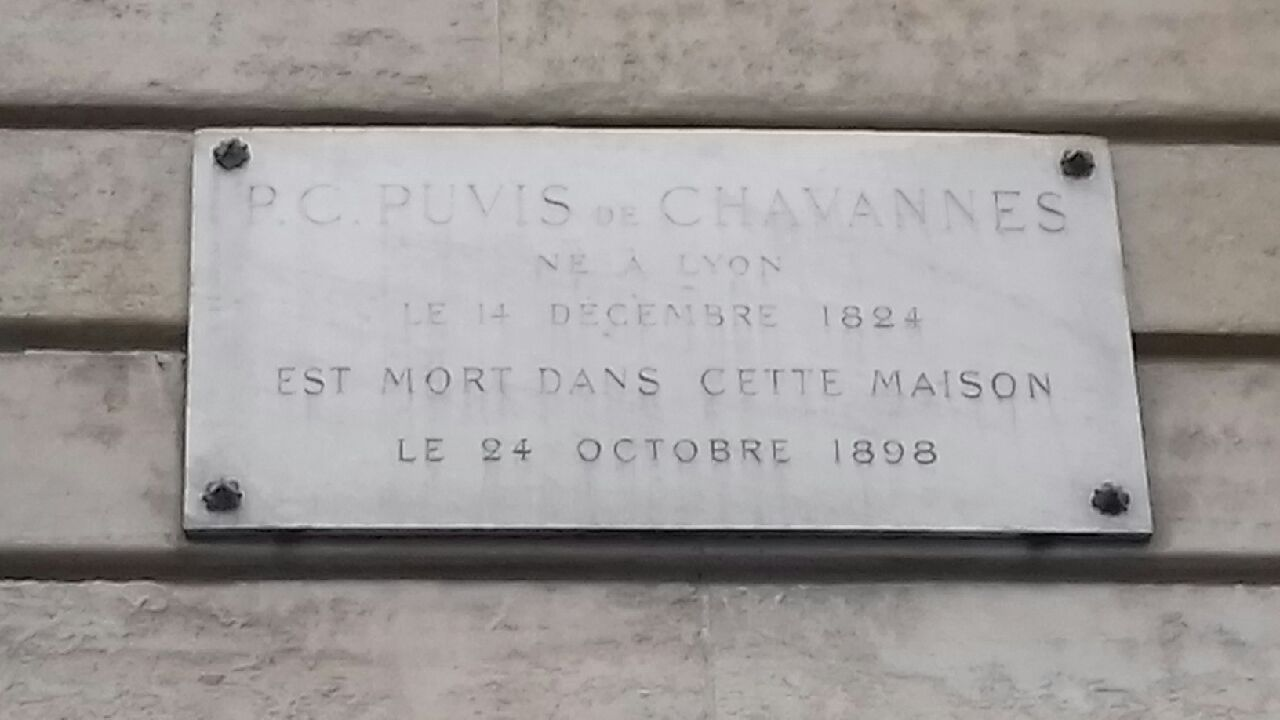
Plaque commémorative apposée au no 89 avenue de Villiers.

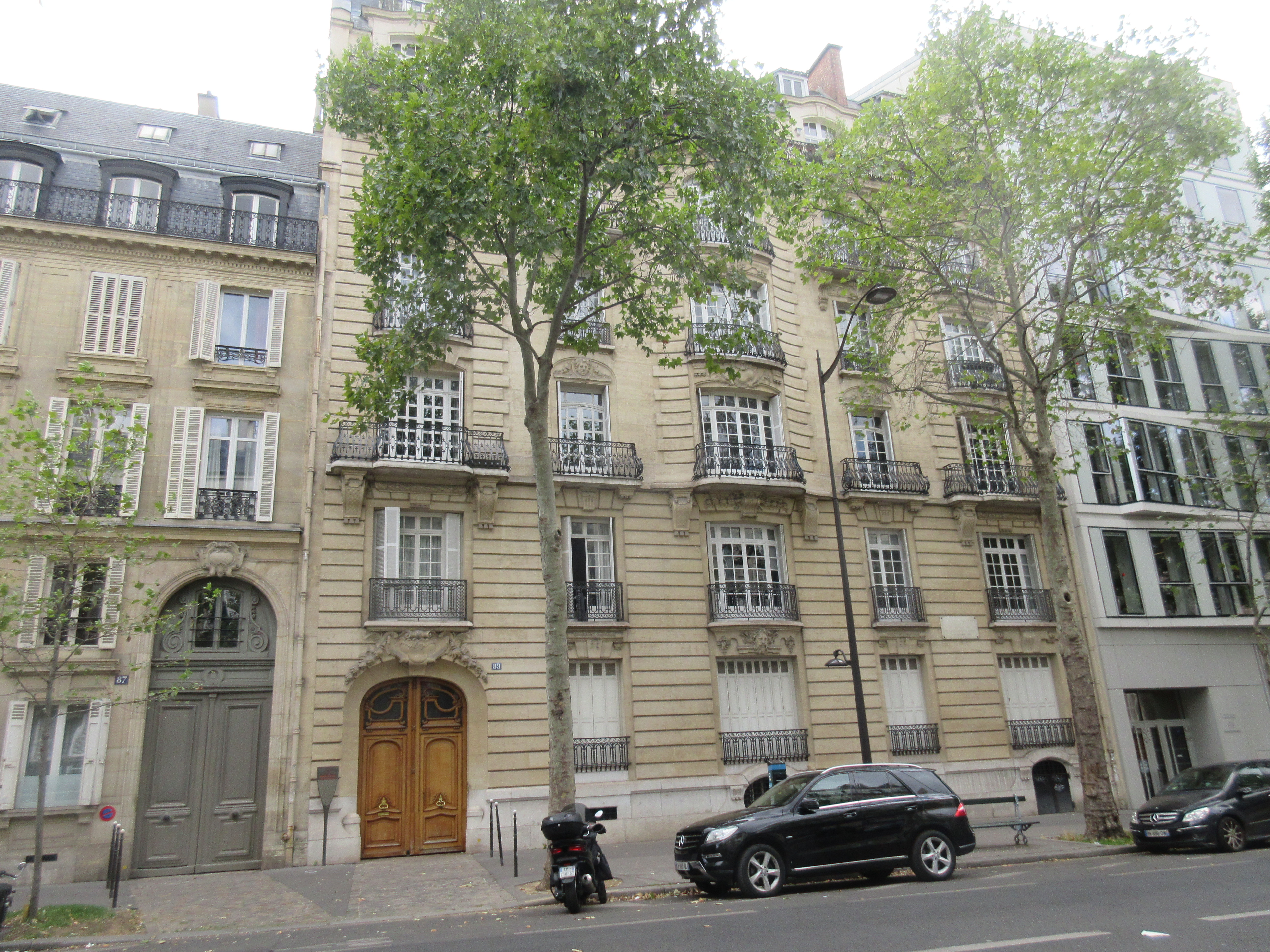
Le no 89 avenue de Villiers avec le panneau Histoire de Paris.

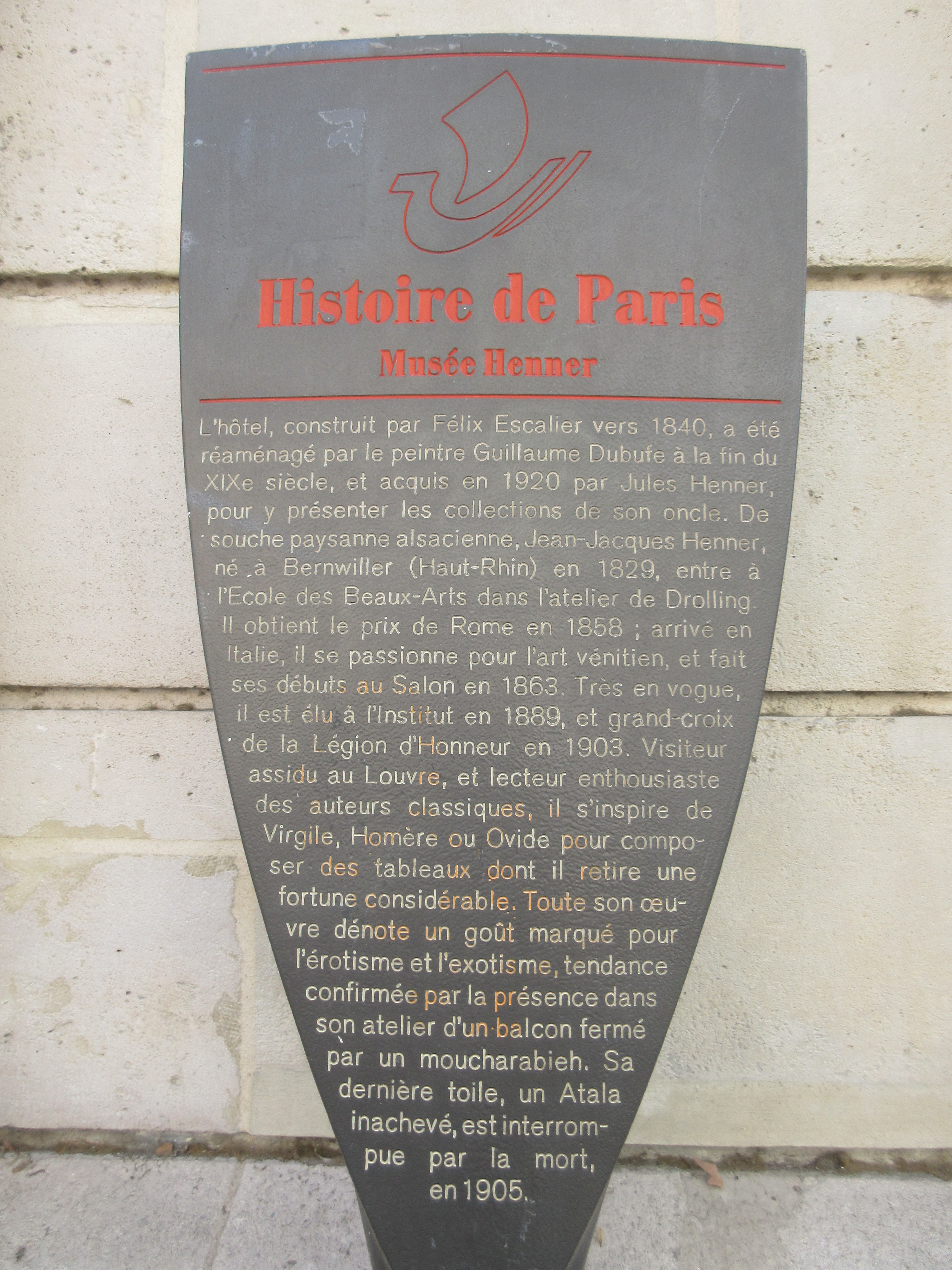
Panneau Histoire de Paris « Musée Henner ».

- No 15 : immeuble de cinq étages, construit en 1897 par l'architecte Félix le Nevé.
- No 16 : c'est ici que le marchand d'art Paul Guillaume loue en 1915 un atelier pour le peintre Amedeo Modigliani, qu'il transforme en appartement-galerie en 1916.
- Nos 25-27 : siège de la Ligue nationale de rugby.
- No 27 bis : hôtel  particulier édifié entre 1882 et 1885 pour le compte d’Ernest May, directeur de la Banque franco-égyptienne  et collectionneur d’art, architecte Hector Degeorge[4].
- No 29 : hôtel particulier construit en 1880 par l'architecte Jules Février, élève de Constant-Dufeux et architecte de l'hôtel Gaillard, place du Général-Catroux. Sa façade présente un travail d'assemblage de briques rouges et noires dessinant un motif de losanges entre des harpes de pierres blanches. Construction en forme de castel qu'il emprunte à la Renaissance française et au style gothique. Le bâtiment est destiné à la famille de David Haviland, entrepreneur dans les porcelaines. Occupé de 1982 à 2013 par le conservatoire municipal de musique Claude-Debussy (transféré dans une construction neuve au 222 rue de Courcelles), il abrite de 2017 à 2024 la Maison de l'Europe de Paris[5],[6].
- No 30 : une plaque rappelle que Louis Armand, ingénieur, résistant, compagnon de la Libération et dirigeant de la SNCF, y vécut de 1944 à sa mort en 1971.
- No 31 : immeuble d'angle donnant aussi sur le 6, place du Général-Catroux, construit en 1907 par l'architecte Georges Hennequin[7].
- No 34 : la sculptrice et salonnière Laure Hayman (1851-1940) y a habité.
- No 35 : consulat général d'Haïti en France.
- Nos 42-44 : hôtel particulier des banquiers Gustave et Albert Mirabaud, construit en 1880 par l'architecte Lucien Magne. Il s'agit de deux bâtiments de style néogothique, en brique, reliés par un portique de deux arches sous lequel sont installées des grilles en fer forgé. En 2021, des riverains déposent un recours pour empêcher la construction d’un immeuble de cinq étages, pour le compte du Cern, au fond de la cour des deux bâtiments[8].
- No 43 : hôtel particulier (XIXe siècle) élevé par l'architecte Nicolas-Félix Escalier (1843-1920) sur l'emplacement d'une maison habitée par Jules Michelet en 1849[1]. Il fut construit en 1876 pour le peintre Roger Jourdain (1845-1918) qui le vendit dès 1878 à Guillaume Dubufe (1853-1909). Celui-ci l'aménagea en demeure familiale, lieu de réception et lieu de travail, puis créa en 1889 un nouvel atelier au troisième étage en remplacement de celui situé jusqu'alors au premier étage. Ses héritiers revendirent l'hôtel en 1921 à une nièce par alliance de Jean-Jacques Henner. La demeure devient alors le musée Jean-Jacques Henner et est ouverte au public en 1924[9].
- No 53 : hôtel particulier de Mihály Munkácsy et la baronne Anne-Marie Cécile Papier de Marches qui y reçurent le compositeur hongrois Franz Liszt[10] et le cardinal hongrois Lajos Haynald[11].
- No 63 : légation d'Équateur dans les années 1900[12].
- No 70 : Félix Lagrange[13], pseudonyme de Félix-Hyacinthe Leroy (1827-1901), artiste dramatique du Vaudeville, du Gymnase et du théâtre impérial de Saint-Pétersbourg y est mort le 16 octobre 1901.
- No 71 : demeure de René Quinton (1866-1925), élève du lycée Chaptal, biologiste, physiologiste français, qui mit au point le traitement de thérapie marine (1904) avec le Plasma Quinton qui sauva des milliers d'enfants. Il fut président de la Ligue nationale aérienne qu'il créa en 1907, permettant le développement de l'aviation française.
- No 72 : Anatole de La Forge (1820-1892), journaliste et homme politique, député et préfet y est mort le 6 juin 1892.
- No 74 : Léontine-Victorine Beaugrand (1842-1925), danseuse de l'Opéra de Paris, y est morte le 27 mai 1925.
- No 81 : Eugène Touron (1857-1924), industriel et homme politique, sénateur de l'Aisne, y est mort le 27 décembre 1924.
- No 89 : demeure de la princesse Marie Cantacuzène (1820-1898), où mourut le peintre Pierre Puvis de Chavannes le 24 octobre 1898 (une plaque commémorative est apposée sur la façade)[14].
- No 95 : Narcisse Fournier (1803-1880), journaliste, romancier et auteur dramatique français y est mort le 24 avril 1880.
- No 96 : Alexandre Munié (1821-1878), artiste dramatique du Vaudeville, directeur du théâtre de San Francisco y est mort le 27 décembre 1878.
- No 98 : Alexandre Dumas fils y a vécu ; une statue sur la place du Général-Catroux voisine lui rend hommage[15]. Ferdinand Dreyfus (1849-1915), homme politique, publiciste, député et sénateur y est mort le 15 juillet 1915.
- No 99 : Jacques Saint-Cère (1855-1898), journaliste politique, essayiste et traducteur y est mort le 29 mai 1898.
- No 104 : cette façade haussmannienne dissimule les anciens ateliers d'Henri Billouin, ingénieur-constructeur, qui de 1905 à 1913 manufactura des vélos, motos et automobiles commercialisés sous la marque Albatros. Cette firme est connue pour son palmarès sportif en deux roues.
- No 107 : Bernard Montaut (1823-1899), polytechnicien et ingénieur des Ponts et chaussées, député de la Seine et Marne y est mort le 12 février 1899.
- No 115 : Paul Mahalin[16] (1828-1899), pseudonyme d’Émile Blondet, écrivain et auteur dramatique y est mort le 20 mars 1899.
- No 127 : maison des franciscaines réparatrices de Jésus-Hostie.
- Nos 126-128-130 : ensemble d'hôtels particuliers construits vers 1880-1890 par l'architecte Julien Morize en brique et en pierre dans le style de la Belle Époque[17] et que caractérise une façade de style néo-Louis XIII. Le no 126 porte la date 1891.
- No 134 : hôtel particulier Régnard de Chérif, construit par l'architecte Stephen  Sauvestre  en 1882-1883. Construit en briques rouge, la forme de son pignon à redans en fait un bâtiment d'inspiration néo-flamande. Il est décoré de carreaux de céramique. Jean-Francis Laglenne (1899-1962), artiste peintre et décorateur de théâtre, y vécut[18].
- No 147 : atelier de la sculptrice Hélène Bertaux[19].

- Adresse non localisée : sculptures de Émile Joseph Nestor Carlier (1849-1927), de la façade d'un hôtel particulier construit par Lucien Magne, après 1881.

Quelques hôtels particuliers remarquables
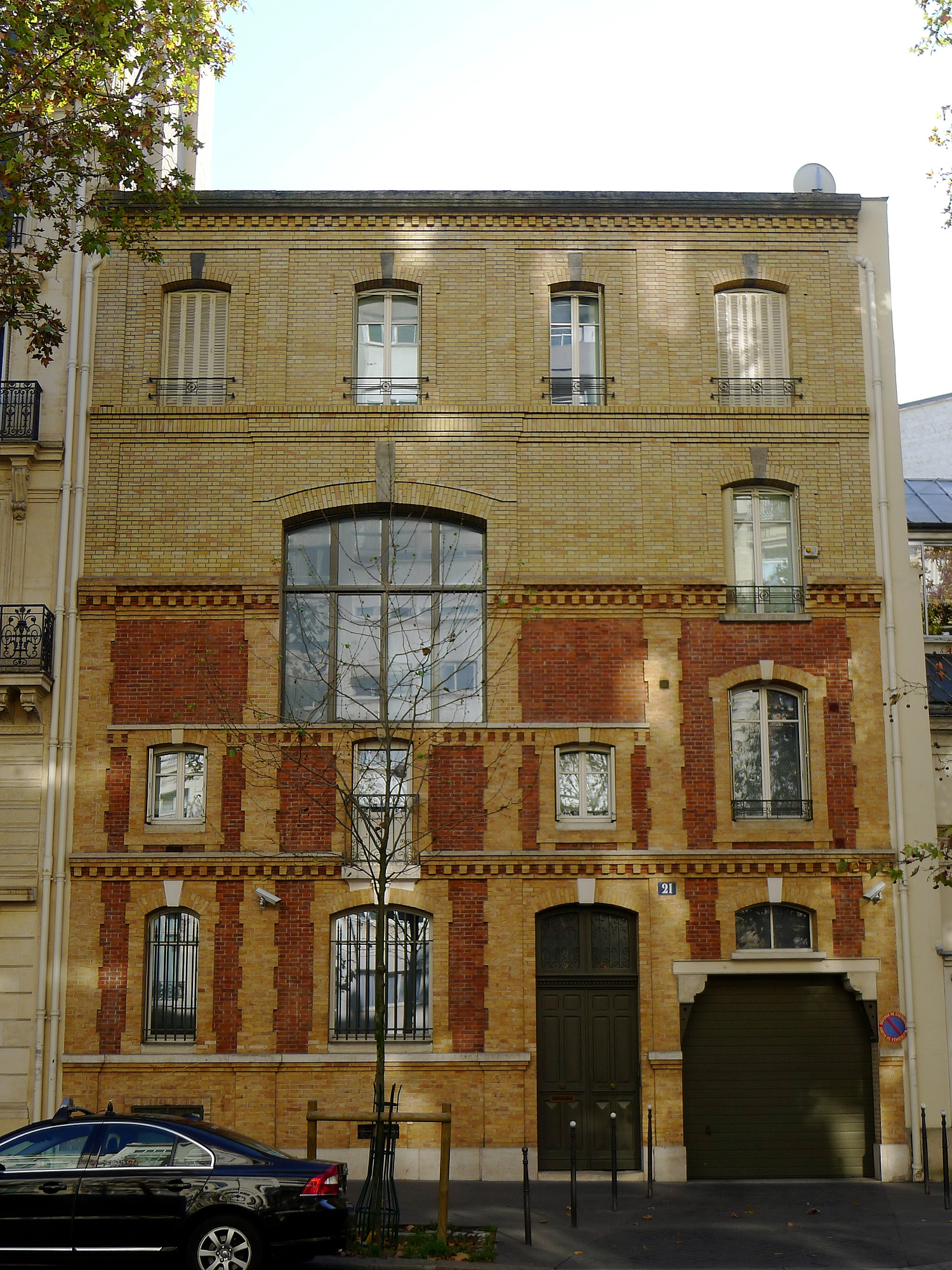
No 21.
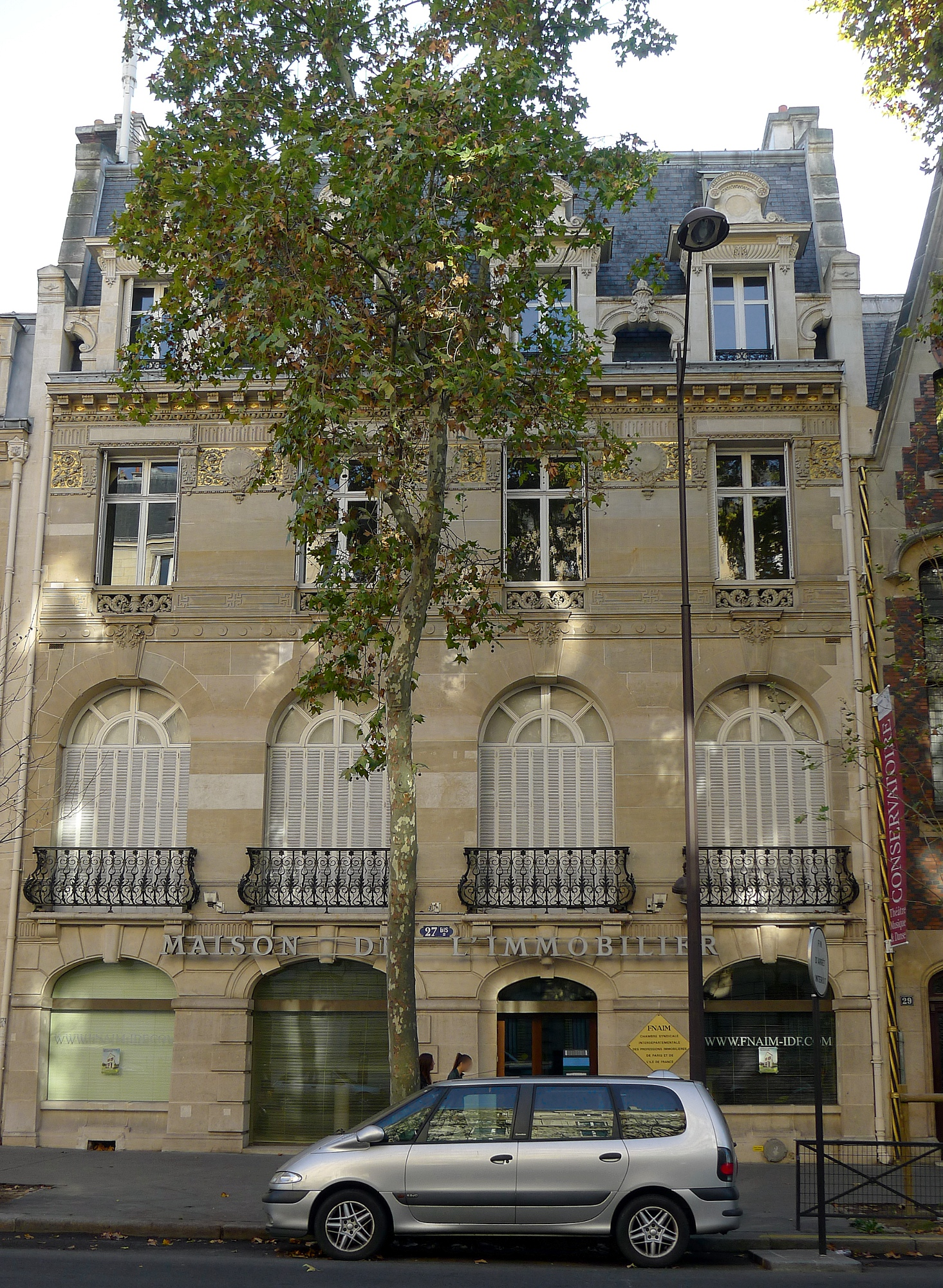
No 27 bis.
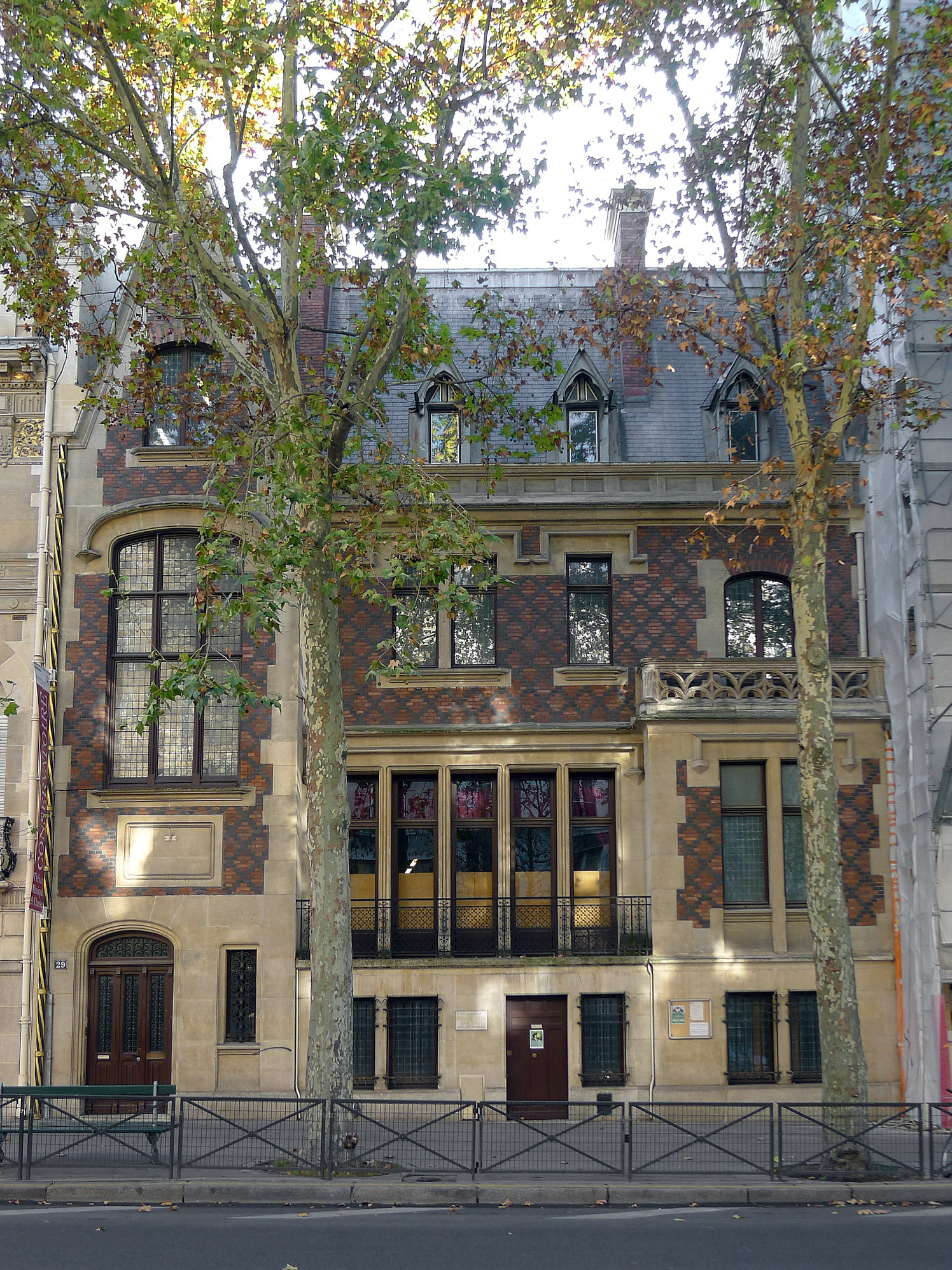
No 29.
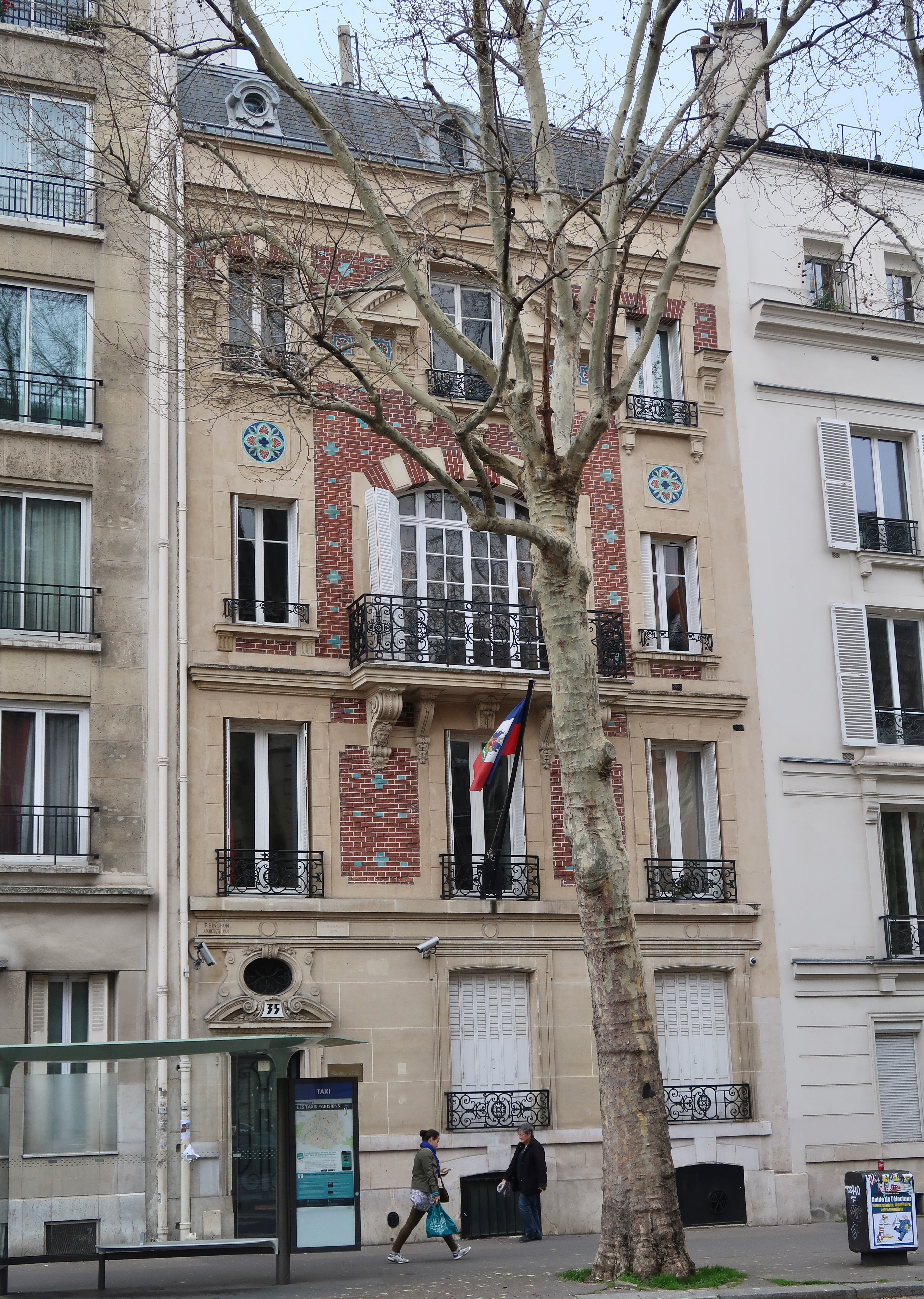
No 35.
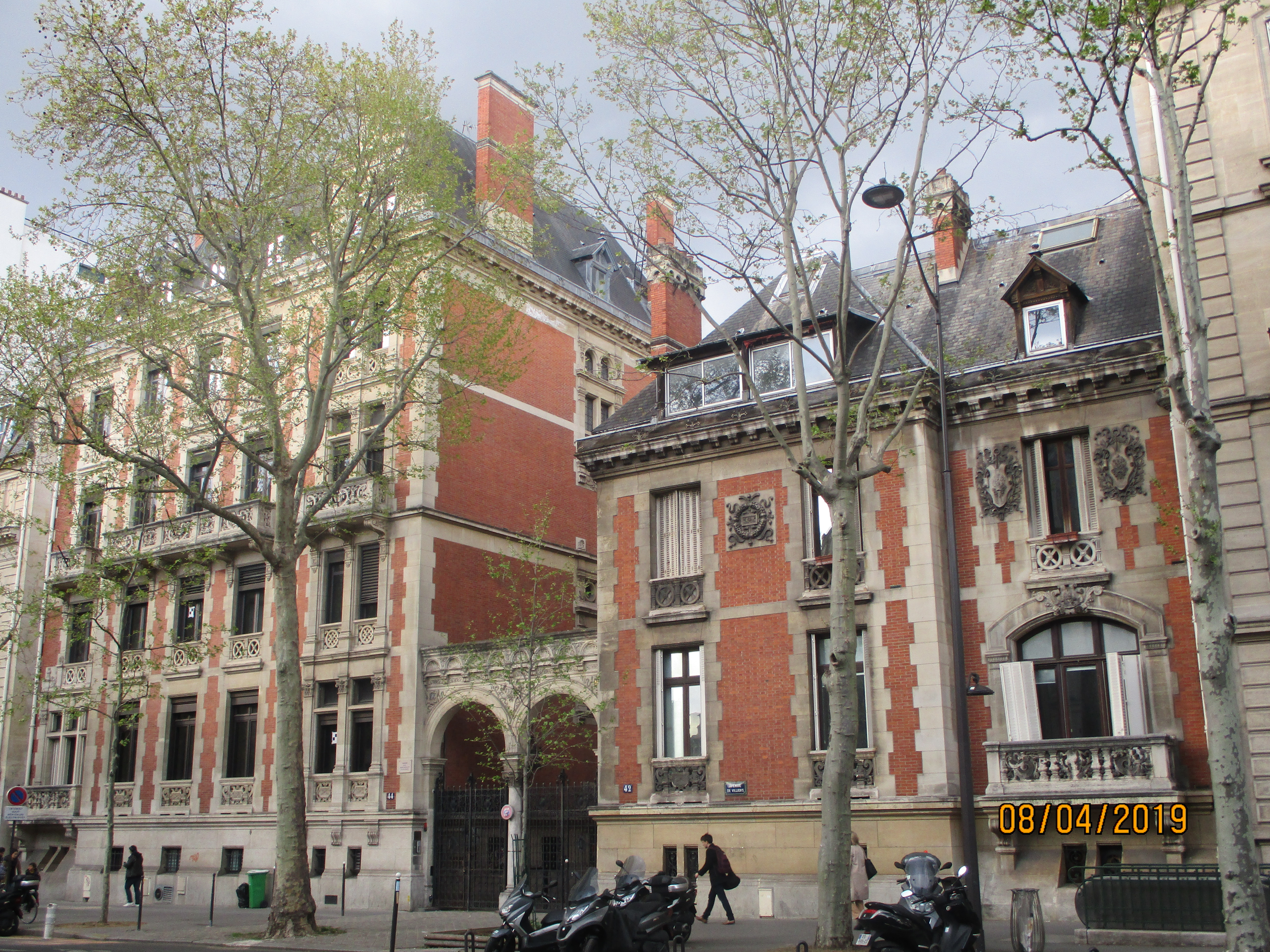
No 42.
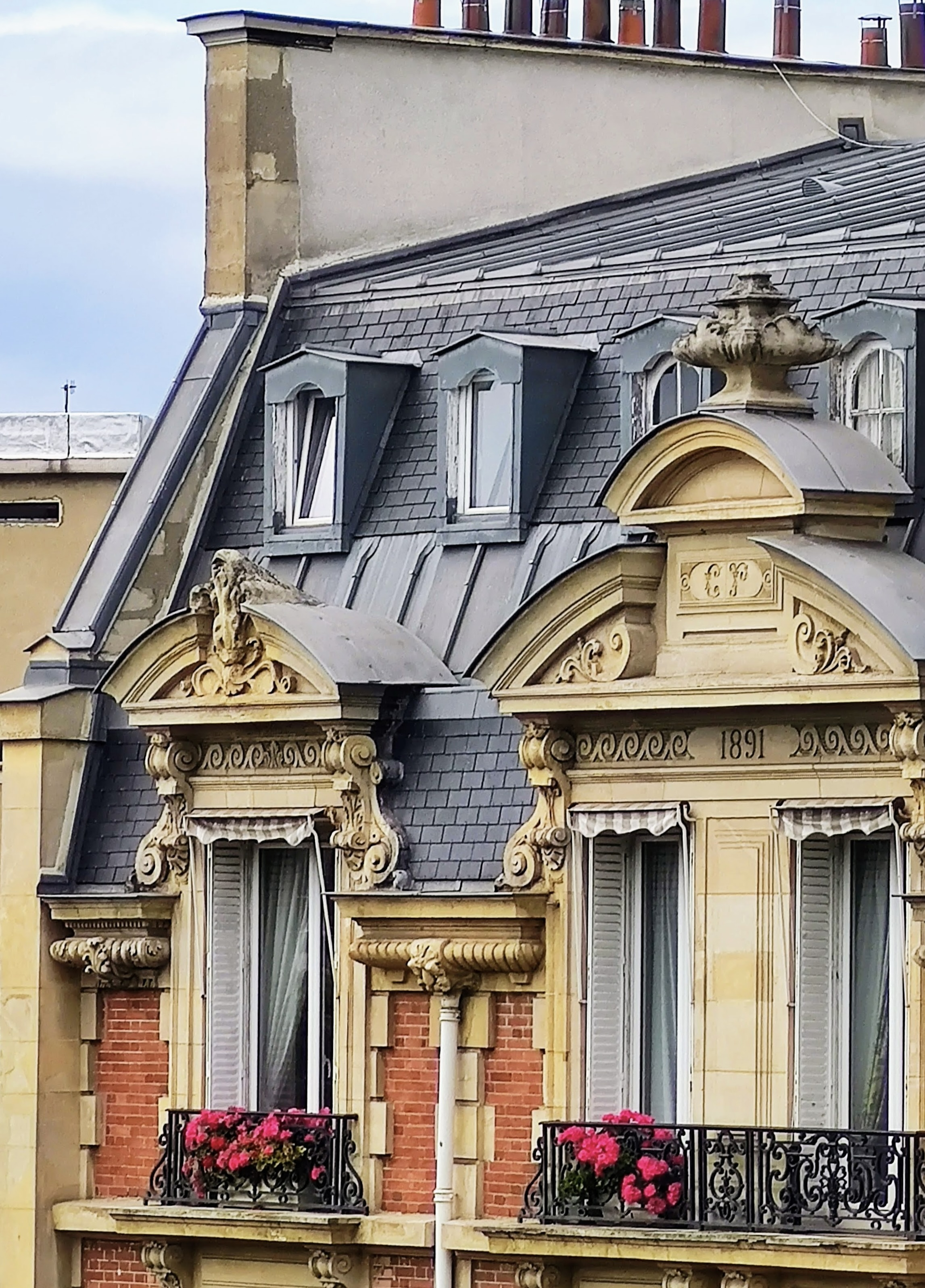
No 126.